# Eupsilia contacta
Eupsilia contacta là một loài bướm đêm trong họ Noctuidae.